# فهرست کشته‌شدگان قتل‌های ناموسی
فهرست کشته‌شدگان قتل‌های ناموسی فهرستی از کشته‌شدگانی است که بر اثر قتل ناموسی جان‌شان گرفته شده است.

## فهرست
| نام                 | سن در زمان قتل | قاتل                    | محل جنایت   | استان          | تاریخ قتل | سایر اطلاعات                                                                     | منبع                 |
| ------------------- | -------------- | ----------------------- | ----------- | -------------- | --------- | -------------------------------------------------------------------------------- | -------------------- |
| تروسکه عبدالله زاده | ۲۱             | پدر و عمویش (پدر شوهرش) | پیرانشهر    | آذربایجان غربی | ۱۴۰۲      |                                                                                  | [ ۱ ]                |
| زیلان               | ۱۵             | پدر                     | پیرانشهر    | آذربایجان غربی | ۱۴۰۲      |                                                                                  | [ ۱ ] [ ۲ ]          |
| مریم سلیمانی        | ۳۴             | پدر و برادرانش          | قطور        | آذربایجان غربی | ۱۴۰۲      |                                                                                  | [ ۳ ]                |
| نامشخص              | ۱۷             | همسر و دو برادر ناتنی‌اش | مرغان       | آذربايجان غربی | ۱۴۰۲      |                                                                                  | [ ۴ ]                |
| یگانه               | ۲۵             | دایی                    | محلات       | مرکزی          | ۱۴۰۲      |                                                                                  | [ ۴ ]                |
| سارا شادی‌فر         | ۳۳             | برادر                   | حسین‌آباد    | مازندران       | ۱۴۰۱      |                                                                                  | [ ۵ ]                |
| نامشخص              | ۱۶             | پدر و دایی              | خمین        | مرکزی          | ۱۴۰۱      |                                                                                  | [ ۶ ]                |
| گلاله شیخی          | ۲۵             | شوهر                    | سقز         | کردستان        | ۱۴۰۰      |                                                                                  | [ ۷ ]                |
| مبینا سوری          | ۱۴             | اعضای خانواده           | سوری        | لرستان         | ۱۴۰۰      |                                                                                  | [ ۸ ] [ ۹ ] [ ۷ ]    |
| مونا حیدری          | ۱۷             | شوهر                    | اهواز       | خوزستان        | ۱۴۰۰      |                                                                                  | [ ۷ ]                |
| رومینا اشرفی        | ۱۳             | پدر                     | تالش        | گیلان          | ۱۳۹۹      |                                                                                  | [ ۷ ]                |
| ریحانه عامری        | ۲۲             | پدر                     | کرمان       | کرمان          | ۱۳۹۹      | سن در هنگام کشته‌شدن در بیشتر منابع ۲۲ ذکر شده، اما در منابعی ۲۳ و ۲۵ هم ذکر شده. | [ ۱۲ ] [ ۱۳ ] [ ۱۴ ] |
| فاطمه برحی          | ۱۹             | پسر عمو                 | آبادان      | خوزستان        | ۱۳۹۹      |                                                                                  | [ ۷ ]                |
| نامشخص              | ۱۶             | عمو                     | تنگه یک     | خوزستان        | ۱۳۹۸      |                                                                                  | [ ۱۵ ]               |
| نامشخص              | ۲۷             | عمو                     | تنگه یک     | خوزستان        | ۱۳۹۸      |                                                                                  | [ ۱۵ ]               |
| مریم                | ۸              | پدر                     | کوت عبدالله | خوزستان        | ۱۳۸۱      |                                                                                  | [ ۱۶ ]               |